# Jakasova špilja
Jakasova špilja je arheološki lokalitet na jugoistočnoj strani otoka Korčule, iznad uvale Rasohatice. Nađena je keramika iz neolitika, eneolitika, brončanog i željeznoga doba te obilje životinjskih kostiju i školjaka. Ističe se crveno-sivo-smeđe oslikana keramika, srodna keramici iz Vele špilje na Korčuli i Gudnje na Pelješcu, s kojima tvori velolučku kulturu srednjega neolitika. Najveći dio ostaloga keramičkoga materijala pripada kasnoneolitičkoj hvarskoj kulturi.